# Arondismentul Palaiseau
Arondismentul Palaiseau (în franceză Arrondissement de Palaiseau) este un arondisment din departamentul Essonne, regiunea Île-de-France, Franța.

## Subdiviziuni

### Cantoane
- Cantonul Arpajon
- Cantonul Athis-Mons
- Cantonul Bièvres
- Cantonul Brétigny-sur-Orge
- Cantonul Limours
- Cantonul Longjumeau
- Cantonul Massy-Ouest
- Cantonul Montlhéry
- Cantonul Orsay
- Cantonul Palaiseau
- Cantonul Sainte-Geneviève-des-Bois
- Cantonul Savigny-sur-Orge
- Cantonul Chilly-Mazarin
- Cantonul Gif-sur-Yvette
- Cantonul Saint-Michel-sur-Orge
- Cantonul Villebon-sur-Yvette
- Cantonul Juvisy-sur-Orge
- Cantonul Massy-Est
- Cantonul Les Ulis

### Comune
| 1. Arpajon (91021)              | 2. Athis-Mons (91027)                 | 3. Avrainville (91041)               | 4. Ballainvilliers (91044)        |
| 5. Bièvres (91064)              | 6. Boullay-les-Troux (91093)          | 7. Briis-sous-Forges (91111)         | 8. Bruyères-le-Châtel (91115)     |
| 9. Brétigny-sur-Orge (91103)    | 10. Bures-sur-Yvette (91122)          | 11. Champlan (91136)                 | 12. Cheptainville (91156)         |
| 13. Chilly-Mazarin (91161)      | 14. Courson-Monteloup (91186)         | 15. Fontenay-lès-Briis (91243)       | 16. Forges-les-Bains (91249)      |
| 17. Gif-sur-Yvette (91272)      | 18. Gometz-la-Ville (91274)           | 19. Gometz-le-Châtel (91275)         | 20. Guibeville (91292)            |
| 21. Igny (91312)                | 22. Janvry (91319)                    | 23. Juvisy-sur-Orge (91326)          | 24. Leudeville (91332)            |
| 25. Leuville-sur-Orge (91333)   | 26. Limours (91338)                   | 27. Linas (91339)                    | 28. Longjumeau (91345)            |
| 29. Longpont-sur-Orge (91347)   | 30. Marcoussis (91363)                | 31. Marolles-en-Hurepoix (91376)     | 32. Massy (91377)                 |
| 33. Les Molières (91411)        | 34. Montlhéry (91425)                 | 35. Morangis (91432)                 | 36. La Norville (91457)           |
| 37. Nozay (91458)               | 38. Ollainville (91461)               | 39. Orsay (91471)                    | 40. Palaiseau (91477)             |
| 41. Paray-Vieille-Poste (91479) | 42. Pecqueuse (91482)                 | 43. Le Plessis-Pâté (91494)          | 44. Saclay (91534)                |
| 45. Saint-Aubin (91538)         | 46. Saint-Germain-lès-Arpajon (91552) | 47. Saint-Jean-de-Beauregard (91560) | 48. Saint-Michel-sur-Orge (91570) |
| 49. Saint-Vrain (91579)         | 50. Sainte-Geneviève-des-Bois (91549) | 51. Saulx-les-Chartreux (91587)      | 52. Savigny-sur-Orge (91589)      |
| 53. Les Ulis (91692)            | 54. Vaugrigneuse (91634)              | 55. Vauhallan (91635)                | 56. Verrières-le-Buisson (91645)  |
| 57. La Ville-du-Bois (91665)    | 58. Villebon-sur-Yvette (91661)       | 59. Villejust (91666)                | 60. Villemoisson-sur-Orge (91667) |
| 61. Villiers-le-Bâcle (91679)   | 62. Villiers-sur-Orge (91685)         | 63. Wissous (91689)                  | 64. Égly (91207)                  |
| 65. Épinay-sur-Orge (91216)     |                                       |                                      |                                   |

1. ↑  Q125359309[*] Verificați valoarea |titlelink= (ajutor)